# Braye-sous-Faye
Braye-sous-Faye – miejscowość i gmina we Francji, w Regionie Centralnym, w departamencie Indre i Loara.
Według danych na rok 1990 gminę zamieszkiwało 349 osób, a gęstość zaludnienia wynosiła 22 osoby/km² (wśród 1842 gmin Regionu Centralnego Braye-sous-Faye plasuje się na 798. miejscu pod względem liczby ludności, natomiast pod względem powierzchni na miejscu 844.).